# 全宇元
全宇元（韓語：전우원，1996年1月23日—），是旅居美國的韓國人，為韓國前總統全斗煥之孫。2023年3月13日，全宇元在社交媒體上曝光了全斗煥一家以及其身邊人的犯罪行為，並向光州民主化運動被鎮壓的受害者謝罪道歉。

## 生平
全宇元是韓國前總統全斗煥次子全在庸（전재용）之子，初中一年級時往美國留學。他在2015年至2017年期間就讀韓國陸軍士官學校，以中士軍銜服役。其於紐約大學工商管理系畢業後在紐約一所會計事務所當金融戰略與執行經理。
全宇元於2022年1月被診斷患上抑鬱症及注意力不足過動症，而本人有依賴毒品習慣，曾經試圖自殺，但被救回。

## 曝光全斗煥家族犯罪行為
全宇元於2023年3月13日在Youtube及Instagram等社交媒體曝光其家族成員，包括近30名與其有交往的熟人的生活及犯罪行為，其後媒體訪問中陸續說出其家族、自己及熟人的犯罪細節。
他自述自己是「一個叫全斗煥的無恥男人之孫，一個叫全在庸的惡魔之子。」他稱「罪犯應該無所遁形」，形容自己是罪犯，表示「我要揭露我所知道的全斗煥家族及其身邊熟人的罪行，並且我也要受到懲罰。」他為證實自己的身份，全宇元提供自己與家族成員的生活照，包括在其Instagram用戶頁發佈全斗煥夫人李順子在投影式哥爾夫球場揮動球捧的影片及各種文件證明。

### 全在庸、朴詳雅及全在滿
他提及父親全在庸，聲稱他冒充基督教牧師，私生活不檢點，有多名情婦，連累其母罹患血癌，而他自小便不與父親一同生活。他表示全在庸和繼母前演員朴詳雅動用來路不明的黑錢，意圖取得美國公民身份，並逃避韓國法律審判。而他的叔叔全在滿在美國加利福尼亞州的納帕谷經營一家釀酒廠。當地土地價格及配備設施的成本超乎想像，全宇元懷疑其資金也是非法所得。而他自己可以在美國讀書和工作，也是依靠全斗煥貪污所得的錢。

### 全斗煥
他接受《星期日新聞》（일요신문은）採訪稱因為全斗煥的關係，他從小被韓國社會部份人當成罪犯看待，甚至受到辱罵，不得不隱藏身份生活。全斗煥的家人每個星期天都去全斗煥的家，目的是討好他。全宇元形容全斗煥用錢來收買人心。給來的每個人都發了100萬韓圓的零用錢，而全宇元承認曾收過那筆零用錢。
全宇元描述他家族的奢華生活，其稱經常有知名人士來全斗煥家。一位著名的歌手曾來表演。由於其家人熱愛哥爾夫球，甚至邀請了著名的哥爾夫球手來一同打球。有時，全斗煥家人會租下整個學校或體育設施來打羽毛球或享受運動，請來了一位羽毛球國家隊隊員。全宇元稱因為當時其年少不識世故，來的人中肯定有不少名人，而他認不出來。
全斗煥的家人幾乎不談及光州事件或有關錢財的話題，當時全宇元詢問過此事，他從家人得到的回應稱光州事件「那不是民主化運動而是暴動」或者「雖然爺爺是國家的英雄，但他成為了受害者」諸如此類的話。
全宇元在其中一段發佈的影片形容祖父全斗煥是「屠殺禍首」，「他不是保衛我們國家的英雄，而是罪犯」。
全斗煥對外宣稱其身家只有29萬韓圓，全宇元表示此乃謊言。其臥底的牆中藏著多袋裝滿錢的信封，用來送給客人。其稱全斗煥利用警衛來購買非上市股票份額等資產來轉交家人。全宇元表示其接受了幾個未上市股票的股份、房地產和豪華公寓等價值數十億韓圓的財產。他表示調查部門如要發現隱藏的資產，就必須檢查他的賬戶，並查封有關的非上市公司。他稱韓國大法院頒令追繳全斗煥2205億韓圓貪污所得，但其家族至今只歸還了58%資產。他並公開有關全斗煥財產繼承的文件，稱自己已經放棄財產繼承權。
全宇元還懷疑全斗煥之死不簡單，因為全斗煥一死，檢方就沒有調查和追查賄賂金的對象。他認為全斗煥之死與他家人有關，因為他的家人曾表達想全斗煥快點死去的想法。

### 曝光原因
全宇元稱自己為逃避罪惡感和痛苦，甚至嘗試過自殺，後來住院出院後，周圍出現了很多好人。他開始去教會，參加志願活動，學習人們的純真。他表示感受到他們的愛時，他才意識到自己有多醜陋，特別是難以忍受父親全在庸是牧師的樣子。他表示原諒家人，但形容他們所享受的一切，都是通過許多人的犧牲換來的。所以他表示要從自己的罪行開始，公佈身邊可能會造成傷害的人之名單，以防止進一步的傷害。
他在YouTube直播中，承認自己吸食過各種毒品，例如可卡因、氯胺酮、LSD和大麻。他指控30餘名熟人參與此犯罪行為，包括現役軍官，並在Instagram公開這些人的資料。他在直播中吸毒，打算利用吸毒的罪名自首，稱在韓國和美國之間刑期較高的地方接受所有懲罰。如果韓國處罰重一點，他就去韓國。

### 後續
全宇元在直播中吸毒後出現幻覺及胡言亂語等徵狀，並脫去上衣，最後昏倒。美國警察在不久上門將其送院，他被搶救三個小時，肺部一度停止功能，住院一週後出院，而他沒有因吸毒行為而被捕。而全宇元的Instagram賬戶也在2023年3月17日被刪除。
全宇元父親全在庸接受《韓聯社》電話採訪時，他否認全宇元的指控，並說：「（我兒子）患有嚴重的抑鬱症，多次住院。」「作為父親，沒有照顧好兒子是我的錯。」
韓國警方就全宇元的證言作出調查，並確定部份屬實，並調查其提及的現役軍官。另外有民間團體向首爾中央地方檢察廳提出起訴全斗煥家族非法持有和繼承全斗煥貪污所得的資產。

## 往光州謝罪
2023年3月26日，全宇元在接受媒體採訪時宣佈會返回韓國，並前往光州為惜日全斗煥鎮壓光州民主運動的受害者遺屬謝罪道歉。而韓國光州事件遺屬組織518紀念基金會的Instagram收到全宇元的求助，該團體表示會協助全宇元前往光州。
全宇元在2023年3月28日抵達仁川國際機場，隨即被首爾警察廳毒品犯罪調查組逮捕，並載上手扣，送往毒品調查科大樓進行初部的毒品試劑檢測和核實。他被捕後立即向媒體表示：「我很幸運有機會向那些受到傷害的人道歉。對不起，我生而為憾。我非常感謝公眾讓像我這樣的罪犯有機會來韓國道歉。」全宇元表示他的家人反對他返回韓國，一是不再與他聯絡。只有他的生母為他的行動叫好，表示「我為你感到驕傲，你做得很好」。
鑑於全宇元返回韓國並自首，韓國警方決定不拘留全宇元，他在2023年3月29日獲釋。對於全宇元親往光州謝罪道歉，光州市民均反應正面。他於2023年3月30日到達光州，認出全宇元的光州市民都向他表達支持。
2023年3月31日，全宇元在518紀念文化館接待廳會見光州事件遺屬和受害者。他在會面時稱「祖父沒有推動民主的發展，反而讓民主開倒車」。他說「我的祖父全斗煥是518大屠殺的罪魁禍首」，接著全宇元對光州事件遺屬及受害者下跪伏地謝罪。而遺屬們接受道歉，並歡迎全宇元視光州為第二故鄉。
全宇元結束與光州事件遺屬的會面後，繼續前往國立518民主公墓和其他光州事件歷史遺跡瞻仰。而國立518民主公墓管理人員向全宇元簡要說明每個墓地埋葬者死亡的情況，全宇元並在每個地方跪下，用衣服擦拭墓碑和遺像照片。當許多遺屬和市民看到全宇元擦拭墓碑時，紛紛落淚。全宇元在公墓的留言冊上寫下「真正的民主之父，都是埋葬在這裡的人」，以回應祖母李順子在2019年發表「全斗煥是民主之父」的言論。
同時韓國警方宣佈限制全宇元離境，儘管全宇元快速毒品測試中呈陰性反應，及其承認了吸毒的事實，但要進一步檢驗要花費兩個月。
而2023年4月5日全宇元接受訪問時被問及「為什麼要放棄舒適的生活，選擇艱辛的道路？」，他回答說「因為我們是因為錢而在一起的家庭，但由於賠償金和簽證費用的調查，我們失去了所有的錢，家也得瓦解。」

## 另見
- 光州民主化運動
- 全斗煥